# Kościół Wniebowzięcia Najświętszej Maryi Panny w Mġarr
Kościół parafialny Wniebowzięcia Najświętszej Maryi Panny (malt. Knisja Parrokkjali ta' Santa Marija Assunta, ang. Parish Church of the Assumption of the Blessed Virgin Mary into Heaven) – rzymskokatolicki kościół parafialny w Mġarr na Malcie, poświęcony Wniebowzięciu Matki Bożej. Został wzniesiony w latach 1912–1946 na miejscu wcześniejszego kościoła, który istniał od około 1400. Budynek ma dużą kopułę zbudowaną na planie elipsy; mówi się, że ten kształt został wybrany ze względu na jego podobieństwo do jajka, aby zachęcić mieszkańców do sprzedaży jaj w celu zebrania funduszy na budowę kopuły.

## Historia
Mały kościół pod wezwaniem Wniebowzięcia Najświętszej Maryi Panny został wzniesiony w Mġarr około 1400, a około 1600 został odrestaurowany. Miejscowość należała do parafii Mosta do 12 października 1898, kiedy stała się samodzielną parafią. Kościół stał się zatem kościołem parafialnym, ale mieszkańcy chcieli na jego miejscu wybudować nowy, większy kościół. Proboszcz Girolamo Chetcuti zorganizował akcję zbierania funduszy i kupił grunt.
Kamień węgielny położono 2 czerwca 1912. Nowy kościół zbudowano wokół starego, który został rozebrany w 1918. W projektowanie i budowę świątyni zaangażowanych było kilku kamieniarzy i mistrzów budowlanych. Wstępne plany sporządził Ġammri Camilleri, który wraz z budowniczym Indri Deguarą nadzorował również zadaszenie zakrystii i niektórych kaplic. Ċensu Galea nadzorował początkowe etapy budowy, a plany kopuły sporządzili Ġiomaria Camilleri i Ġanni A. Cilia. Camilleri nadzorował budowę kopuły. Mieszkańcy Mġarr przyczynili się do budowy kościoła, zapewniając siłę roboczą oraz sprzedając jajka, owoce i zwierzęta gospodarskie aby zebrać fundusze.
Kiedy budynek był jeszcze w budowie, jego część została tymczasowo zadaszona, aby umożliwić odprawianie mszy świętych w środku. W latach 1933–35 staraniem proboszcza Edgara Salomone kilka budynków zostało wywłaszczonych przez rząd i rozebrane, aby zrobić miejsce dla placu przed kościołem. 1 września 1935 na dzwonnicach zainstalowano dwa dzwony. Prawie ukończony kościół został 13 sierpnia 1939 pobłogosławiony przez proboszcza Girolamo Chetcutiego, ale wkrótce potem budowa została wstrzymana z powodu wybuchu II wojny światowej. Projekt latarni na kopule oraz górne poziomy dzwonnic zaprojektował Ġużè Damato, a ich budowę rozpoczęto 25 lutego 1946. Budowę świątyni ukończono jeszcze w tym samym roku.

## Architektura

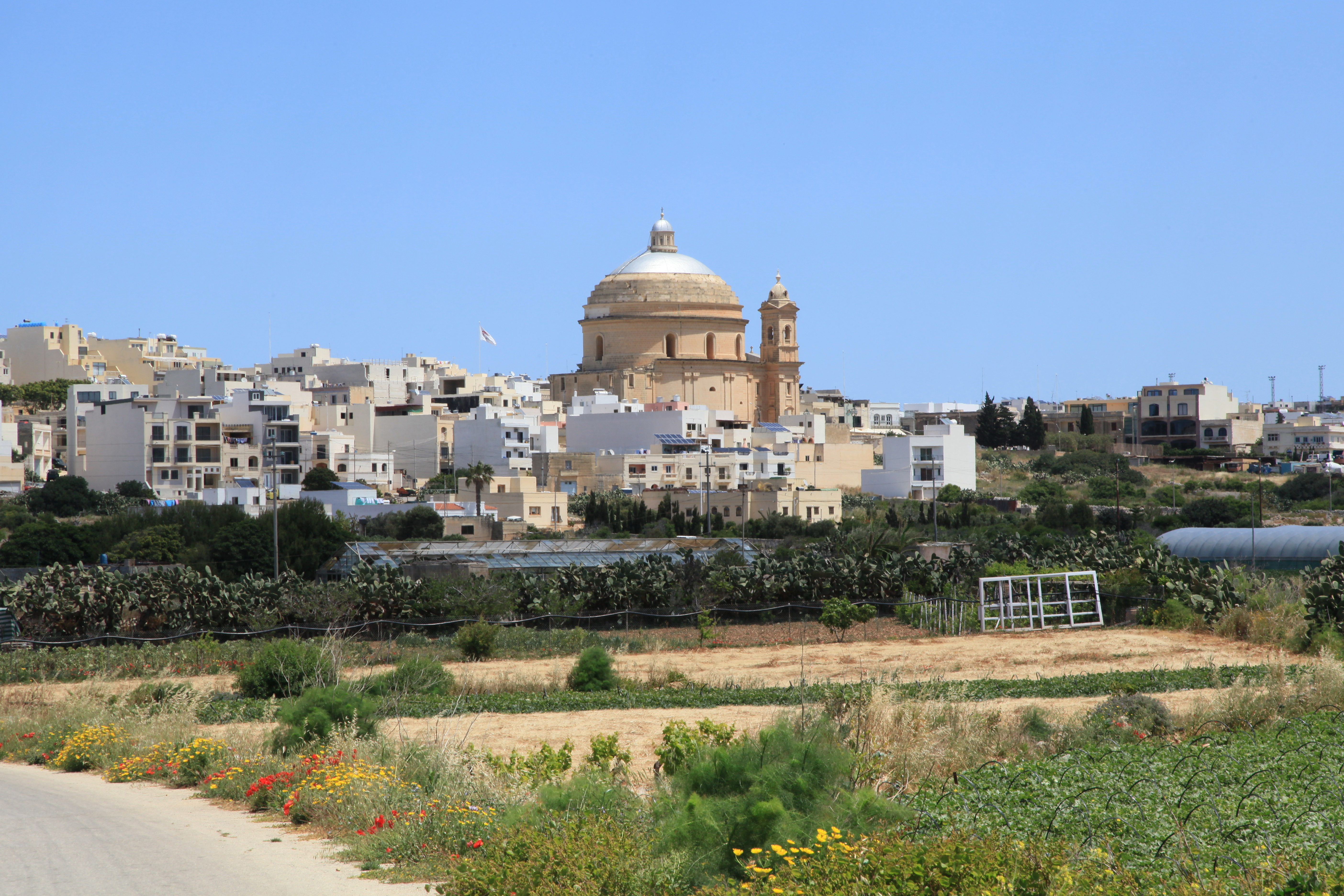
Kopuła kościoła dominuje nad panoramą Mġarr

Kościół ma klasycystyczną konstrukcję, która jest podobna do Rotundy w Moście, a która z kolei jest oparta na Panteonie w Rzymie. Jednak w odróżnieniu od okrągłej kopuły kościoła w Moście, kopuła kościoła w Mġarr jest eliptyczna, a ten niezwykły kształt przypominający jajko został podobno wybrany, aby zachęcić mieszkańców do sprzedaży jaj w celu sfinansowania jej budowy.
Kościół ma dwie dzwonnice i dużą kopułę pomalowaną na srebrno, a ta ostatnia dominuje w panoramie wioski. We wnętrzu kościoła o wymiarach ok. 26 m x 26 m znajduje się siedem ołtarzy.

## Dzieła sztuki
Obraz tytularny Wniebowzięcie, namalowany przez Lazzaro Pisaniego przeniesiony został ze starego kościoła. W świątyni znajdują się również obrazy Ramiro Calì: Matka Boża Różańcowa, Święty Józef, Święty Franciszek, Matka Boża Nadziei, Chrystus Ukrzyżowany i Święty Joachim, oraz Święci patronowie Malty Guido Calì.
Tytułowa figura Wniebowzięcia Najświętszej Maryi Panny została zakupiona w Paryżu, a inne figury znajdujące się w kościele zostały zakupione w Rzymie lub Lecce we Włoszech. W kościele znajdują się również rzeźby wykonane przez gozitańskiego rzeźbiarza Wistina Camilleriego.